# Rinorea ferruginea
Rinorea ferruginea är en violväxtart som beskrevs av Adolf Engler. Rinorea ferruginea ingår i släktet Rinorea och familjen violväxter. Inga underarter finns listade i Catalogue of Life.